# Aminokwas glukogenny
Aminokwas glukogenny – aminokwas, który może być rozkładany do pirogronianu, α-ketoglutaranu, bursztynylo-CoA, fumaranu lub szczawiooctanu i przez to może być substratem w szlaku glukoneogenezy, czyli syntezy glukozy z prekursorów niecukrowych. Do tej grupy należą wszystkie podstawowe aminokwasy białkowe z wyjątkiem leucyny i lizyny, które są wyłącznie ketogenne.
- Aminokwasy wyłącznie glukogenne[2]

alanina, arginina, asparagina, asparaginian, cysteina, glicyna, glutamina, glutaminian, histydyna, metionina, prolina, seryna, treonina i walina
- Aminokwasy jednocześnie glukogenne i ketogenne[2]

fenyloalanina, izoleucyna, tryptofan, tyrozyna